# Колон (Мичиген)
Колон (енгл. Colon) град је у америчкој савезној држави Мичиген.

## Демографија
По попису из 2010. године број становника је 1.173, што је 54 (-4,4%) становника мање него 2000. године.
| Група             | 2000.         | 2010.         |
| Белци             | 1.196 (97,5%) | 1.128 (96,2%) |
| Афроамериканци    | 2 (0,2%)      | 4 (0,3%)      |
| Азијати           | 5 (0,4%)      | 2 (0,2%)      |
| Хиспаноамериканци | 11 (0,9%)     | 15 (1,3%)     |
| Укупно            | 1.227         | 1.173         |